# Przekazy Polskiej Krajowej Kasy Pożyczkowej
Przekazy Polskiej Krajowej Kasy Pożyczkowej – przekazy własne na okaziciela Polskiej Krajowej Kasy Pożyczkowej, wyemitowane 20 listopada 1923 r. na kwoty 50 000 000 i 100 000 000 marek polskich, pełniące rolę papierowych znaków pieniężnych w ostatnich miesiącach przed wprowadzeniem złotego, będącego efektem reformy walutowej Władysława Grabskiego.
W pierwszych latach istnienia II Rzeczypospolitej, gdy w obiegu pozostawała przejęta po czasach okupacji z I wojny światowej marka polska, walka o ustalenie granic oraz negatywne zjawiska gospodarcze stały się przyczyną systematycznie rosnącej inflacji. Zjawisko to zaczęło przyspieszać na początku 1922 r. Wtedy też 5 kwietnia pojawił się w obiegu pierwszy tzw. nominał inflacyjny, o wartości 10 000 marek polskich.  Po pół roku wprowadzono banknot 50 000, a w połowie 1923 r. – 250 000 marek polskich. W wyniku hiperinflacji w grudniu 1923 r. był już w obiegu najwyższy nominał – 10 000 000 marek polskich. Trwały przygotowania do wprowadzenia w pierwszej połowie 1924 r. 50 000 000 marek polskich, co jednak ostatecznie się nie stało.
Razem z nominałami milionowymi wyemitowanymi z datą 20 listopada 1923 r. Polska Krajowa Kasa Pożyczkowa wydrukowała z tą samą datą i wprowadziła do obrotu przekazy własne na okaziciela na kwoty 50 000 000 i 100 000 000 marek polskich. 
Przekazy uczestniczące w obrocie pieniężnym i niebędące jednocześnie banknotami były słabo zabezpieczone przed fałszowaniem. Wydrukowano je na papierze o wymiarach 190 x 91 mm ze znakiem wodnym – plecionka z falistych taśm – w Państwowych Zakładach Graficznych w Warszawie. Na awersie umieszczono ozdobny gilosz oraz tekst o wypłacie okazicielowi do dnia 31 marca 1924 roku kwoty, na którą papiery te opiewały. Rewers przekazu pozostawał czysty (niezadrukowany).